# Orden der Wiedervereinigung

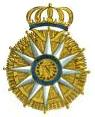
Ordre de la Réunion

Der Orden der Wiedervereinigung (französisch Ordre de la Réunion) wurde am 18. Oktober 1811 aus Anlass der Wiedervereinigung „Hollands“ mit Frankreich durch Napoleon als französischer Ritterorden gestiftet. Mit der Stiftung wurde der Unionsorden aufgehoben.
Sinn des Ordens war die Auszeichnung und Ehrung von zivilen und militärischen Verdiensten unter der Devise „a jamais“. Der Orden wurde unter Napolenos Nachfolger Ludwig XVIII. 1815 aufgehoben.

## Ordensklassen

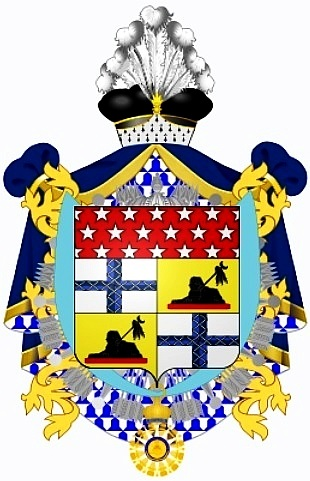
Wappen von Jean Toussaint Arrighi de Casanova, duc de Padoue, mit dem Großkreuz des Ordens

Die  Auszeichnungen wurden nur sehr spärlich verliehen.
1. Großkreuz mit geplanten 200 Auszeichnungen
2. Kommandeur mit geplanten 1000 Auszeichnungen
3. Ritter mit geplanten 10 000 Auszeichnungen

## Einzelnachweis
1. ↑  Ordensbuch sämtlicher in Europa blühender und erloschener Orden und Ehrenzeichen..., Gustav Adolph Ackermann, Verlag Rudolf & Dieterici, Annaberg 1855, Seite 213